# Список населённых пунктов острова Рождества (Австралия)
В соответствии с переписью населения 2011 года, проводившейся в Австралии, на территории острова Рождества насчитывалось 4 населённых пункта с численностью населения не менее 100 человек. В столице внешней территории Австралии — Флайинг-Фиш-Кове проживало 2/3 всего населения острова.
| Название                                                                | Фото | Расположение    | Население, чел. | Год основания |
| ----------------------------------------------------------------------- | ---- | --------------- | --------------- | ------------- |
| Флайинг-Фиш-Ков, или Сеттлмент (англ. Flying Fish Cove, или Settlement) |      | Флайинг-Фиш-Ков | 1347            | 1888          |
| Баньшань (англ. Poon Saan)                                              |      | Баньшань        | н/д             | н/д           |
| Силвер-Сити (англ. Silver City)                                         | н/д  | Силвер-Сити     | н/д             | 1970-е        |
| Драмсайт (англ. Drumsite)                                               | н/д  | Драмсайт        | н/д             | н/д           |
| Всего                                                                   |      |                 | 2072            |               |